# Kimberella
Kimberella är en numera utdöd livsform som existerade under ediacara. Släktets medlemmar levde i grunda vatten i upp till 10 meters djup. Kimberellas utseende och levnadsmönster påminner till viss del om nutida bottenlevande sniglar. Munnen finns på undersidan av den avsmalnande änden och är försett med något som kan liknas med tänder med vars hjälp djuret skrapar av näringsämnen från underlaget. På ovansidan är varelsen försedd med en förhårdnad som kan liknas vid ett skal, denna förhårdnad är inte mineraliserad. Djuret kunde troligtvis inte simma eller gräva sig fram i bottensedimentet, då ett flertal fossil visar exemplar av släktet som har hamnat under slam från floder och stormar och därmed blivit kvar där, oförmögna att fly eller gräva sig fram. Kimberella återfinns ofta i livsmiljöer tillsammans med andra livsformer från samma epok som Yorgia, Dickinsonia, Tribrachidium och Charniodiscus.